# Eremaeozetes chancanii
Eremaeozetes chancanii är en kvalsterart som beskrevs av Fernández och Cleva 2000. Eremaeozetes chancanii ingår i släktet Eremaeozetes och familjen Eremaeozetidae. Inga underarter finns listade i Catalogue of Life.